# بريان رودريغيز
بريان رودريغيز هو لاعب كرة قاعدة دومينيكاني، ولد في 6 يوليو 1991 في سان بيدرو دي ماكوريس في جمهورية الدومينيكان.

## وصلات خارجية
- بريان رودريغيز على موقع دوري كرة القاعدة الرئيسي (الإنجليزية)
- بريان رودريغيز على موقع الدوري الياباني لكرة القاعدة (الإنجليزية)
- بريان رودريغيز على موقعبيزبول رفرنس.كوم (الدوري الثانوي) (الإنجليزية)
- بريان رودريغيز على موقع إي إس بي إن.كوم (أم.أل.بي) (الإنجليزية)